# Antónia Moreira
Antónia Moreira de Fátima (Luanda, 26 d'abril de 1982) és una esportista angolesa que va competir en judo, guanyadora de tres medalles en els Jocs Panafricans entre els anys 2007 i 2015, i onze medalles en el Campionat Africà de Judo entre els anys 2002 i 2016.

## Palmarès internacional
| Jocs Panafricans | Jocs Panafricans              | Jocs Panafricans | Jocs Panafricans |
| Any              | Lloc                          | Medalla          | Categoria        |
| ---------------- | ----------------------------- | ---------------- | ---------------- |
| 2007             | Alger ( Algèria)              | 3                | –70 kg           |
| 2011             | Maputo ( Moçambic)            | 2                | –70 kg           |
| 2015             | Brazzaville ( Rep. del Congo) | 1                | –70 kg           |
| Campionat Africà |                               |                  |                  |
| Any              | Lloc                          | Medalla          | Categoria        |
| 2002             | el Caire ( Egipte)            | 3                | –70 kg           |
| 2004             | Tunis ( Tunísia)              | 2                | –70 kg           |
| 2005             | Port Elizabeth ( Sud-àfrica)  | 1                | –70 kg           |
| 2008             | Agadir ( Marroc)              | 3                | –70 kg           |
| 2010             | Yaoundé ( Camerun)            | 3                | –70 kg           |
| 2011             | Dakar ( Senegal)              | 2                | –70 kg           |
| 2012             | Agadir ( Marroc)              | 2                | –70 kg           |
| 2013             | Maputo ( Moçambic)            | 2                | –70 kg           |
| 2014             | Port Louis ( Maurici)         | 1                | –70 kg           |
| 2015             | Libreville ( Gabon)           | 3                | –70 kg           |
| 2016             | Tunis ( Tunísia)              | 3                | –70 kg           |